# Francesco D'Uva
Francesco D'Uva (Messina, 25 settembre 1987) è un politico italiano, deputato alla Camera nella XVII e XVIII legislatura della Repubblica Italiana, eletto per la prima volta nel 2013 nelle liste Movimento 5 Stelle, di cui è stato anche capogruppo a Montecitorio.

## Biografia
Francesco D’Uva è nato il 25 settembre 1987 a Messina, ed è cresciuto nella provincia di Messina tra la città natale e il paese d'origine della famiglia materna a Capo d’Orlando, figlio di Gennaro, ex ufficiale medico della Marina Militare, nonché nipote dell'avvocato Nino D'Uva, penalista messinese ucciso dalla criminalità organizzata locale il 6 maggio 1986, durante la celebrazione del maxiprocesso di Messina.
Dopo aver acquisito nel 2006 la maturità scientifica presso il Liceo Statale Archimede, dove ha vinto una borsa di studio al merito "Progetto Lauree Scientifiche", nel 2010 consegue la laurea in Chimica presso l'Università degli Studi di Messina con una tesi sul fotovoltaico di terza generazione sviluppata presso il CNR-IPCF. Due anni dopo, nel 2012, completa gli studi con lode conseguendo, sempre nello stesso ateneo in Chimica, la laurea magistrale con una tesi sulla speciazione chimica. Nell’estate dello stesso anno ha svolto la mansione di Consulente Scientifico sulla Disciplina Chimica, con contratto di lavoro occasionale presso la Scuola Empedocle di Messina, e a dicembre vince il dottorato di ricerca in Scienze Chimiche, lavorando sui catalizzatori per il dis-inquinamento presso il CNR-ITAE di Messina, titolo a cui ha dovuto rinunciare a seguito dell'elezione alla Camera dei deputati.
Nel 2013 supera l'esame di stato per la professione di chimico, e nel 2015 vince un concorso, riservato ai chimici, per Ufficiali della Marina Militare.

## Attività politica

### Gli inizi nel M5S
Inizia ad occuparsi di politica nel 2007, in occasione dell'iniziativa politica V-Day lanciata dal comico genovese Beppe Grillo e promossa dai membri del meetup di Messina "Grilli dello Stretto", a cui si iscrive nel 2008, divenendo poi successivamente con la nascita del Movimento 5 Stelle (M5S) di Grillo e Gianroberto Casaleggio nel 2009 il suo portavoce a Messina.
Nel 2011 s'impegna nella campagna referendaria per i referendum abrogativi di quell'anno per l'acqua pubblica e lo stop al nucleare.
Alle elezioni regionali in Sicilia del 2012 D’Uva si candida col Movimento 5 Stelle nella circoscrizione di Messina, senza tuttavia approdare all'Assemblea Regionale Siciliana.

### Elezione a deputato

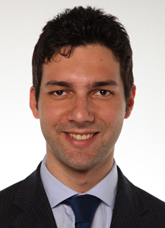
Francesco D'Uva eletto alla Camera dei deputati nel 2013

Alle elezioni politiche del 2013 viene candidato alla Camera dei deputati, venendo eletto deputato tra le liste del Movimento 5 Stelle nella circoscrizione Sicilia 2.
Durante gli anni della XVII legislatura della Repubblica D’Uva, oltre a presentare come primo firmatario oltre 100 atti di indirizzo e controllo, quasi 50 ordini del giorno con particolare attenzione alla Questione Meridionale, ricopre gli incarichi di membro della 7ª Commissione Cultura, scienza e istruzione della Camera, occupandosi di Università e Ricerca con particolare attenzione alla disparità di trattamento economico tra i diversi atenei d'Italia, membro della Commissione parlamentare antimafia e vice-presidente del gruppo parlamentare M5S con funzioni di Delegato d'Aula.

### Capogruppo M5S alla Camera
Alle elezioni politiche del 2018 viene ricandidato alla Camera nel collegio uninominale di Messina per il Movimento 5 Stelle, dove viene rieletto deputato con il 45,33% dei voti contro i candidati del centro-destra, in quota Forza Italia, Matilde Siracusano (29,49%) e del centro-sinistra, in quota Partito Democratico, Pietro Navarra (18,91%). Nella XVIII legislatura della Repubblica è componente della 4ª Commissione Difesa della Camera dei deputati.
Il 6 giugno 2018 D'Uva viene eletto capogruppo del Movimento 5 Stelle alla Camera, dopo la nomina del suo predecessore Giulia Grillo a ministra della salute, mantenendo la carica per tutta la durata del primo governo guidato da Giuseppe Conte (rinominato governo giallo-verde), che vede i pentastellati coalizzati con la Lega di Matteo Salvini.

### Questore della Camera dei deputati
Il 2 ottobre 2019 è stato eletto Questore della Camera durante i lavori in Aula, incassando l’en plain di tutta Montecitorio con 243 voti su 268, sostituendo Federico D'Incà che è stato nominato Ministro per i rapporti con il Parlamento.
In vista delle elezioni del Presidente della Repubblica, assieme al presidente della Camera, nonché compagno di partito Roberto Fico, organizza il drive-in per i "grandi elettori" positivi al COVID-19 permettendo a loro di votare il prossimo Capo dello Stato.
Nel febbraio 2022 decide di collocare il dipinto della Gioconda Torlonia, rinvenuta dal suo predecessore D'Incà nel 2019 in un deposito di Montecitorio, nella sala Aldo Moro.
Il 21 giugno 2022 abbandona il Movimento per aderire a Insieme per il futuro, a seguito della scissione guidata dal ministro Luigi Di Maio.
Alle elezioni politiche anticipate del 25 settembre D'Uva viene candidato con Impegno Civico, nuova formazione di Di Maio, come capolista nel collegio plurinominale di Messina e in seconda posizione in quello di Ragusa - Siracusa.

## Vita privata
Sposato con Dorotea Spadaro, adora leggere libri e ascoltare Fabrizio De André e i Depeche Mode.